# Британска Девичанска Острва
Британска Девичанска Острва (енгл. British Virgin Islands) су група острва у Малим Антилима, у Карипском мору, источно од Порторика и део су Британских прекоморских територија. Више од 60 острва и гребена су настањени. Заједно са Америчким Девичанским Острвима чине архипелаг Девичанска острва.

## Географија
Подручје Британских девичанских острва обухвата острва Анегада, Бифово острво, Куперово острво, Џинџерино острво, Јост Ван Дајк, Норманово острво, Питерово острво, Слано острво, Тортола, Вирџин Горда и поред њих још низ малих острва око канала сера Френсиса Дрејка.
Острво Анегада се састоји од корала и кречњака и релативно је низак, док су остала острва вулканског порекла, брежуљкаста и брдовита. Највиша тачка на острвима је Маунт Сејџ и налази се на Тортоли.
Клима је суптропска и влажна, али су температуре ублажене ветровима. Сезона урагана и тропских олуја траје од јула до октобра. Природне залихе питке воде су ограничене, уз изузетак река које лети пресуше и извора на Тортоли. Најзначајнији извори питке воде су бунари и кишница.

## Историја
У 1. веку п. н. е. острва насељавају Аравак Индијанци, које су у 15. веку покорили Кариби. Кристифор Колумбо је 1493. за Европљане „открио“ Девичанска острва. Шпанске трупе су 1555. победили Карибе и у идућим деценијама их истребили. Први Европљани који су населили ова острва били су 1648. Холанђани, а Енглеска их је анектирала 1648. Британци су успели спровести на острвима узгој шећерне трске.

## Становништво
Данас на острвима живи око 21.700 становника. Око 90% становништва су потомци афричких робова које су Енглези довели за рад на плантажама шећерне трске. На острвима су присутне готово сви облици хришћанских религија западне провенијенције, а мање од 4% припадају неким другим религијама или су декларисани атеисти.

## Привреда
Привреда, које је једно од најстабилнијих у подручју, је јако зависно о туризму и од њега потиче око 45% друштвеног производа на острвима. Године 1998. је острва посетило око 350.000 туриста, од тога је већина била из САД. Иза тога, на острвима се осећају последице укупне стагнације привреде САД кроз нешто смањени долазак туриста. Од средине 1980тих година прошлог века острвска управа је отворила могућност да се тамо оснују тзв. фирме са „поштанским сандучићем“. Таксе за оснивање таквих фирми постале су врло важан део извора прихода управе острва. Крајем 2000. године таквих је фирми на острвима било регистровано око 400.000.
Најважнија грана пољопривреде је сточарство. Лош квалитет тла омогућује само ограничено снабдевање домаћег становништва.
Привреда Британских Девичанских Острва уско је повезано са Америчким Девичанским Острвима, а од 1959. је званично средство плаћања амерички долар.